# William Frazier Baker
William Frazier Baker, também conhecido como Bill Baker (Fulton, Missouri, 9 de outubro de 1953), é um engenheiro estrutural estadunidense. Conhecido por ter sido o engenheiro estrutural do Burj Khalifa, o maior arranha-céu já construído pelo homem.